# Банк, Иван Андреевич
Иван Андреевич Банк (укр. Іван Андрійович Банк, позывной — Банкир; 21 июня 1986, Вольная Степь — 12 сентября 2022, Березнеговатое) — украинский военнослужащий, главный сержант, участник российско-украинской войны. Герой Украины (29 сентября 2023, посмертно).

## Биография
Родился 21 июня 1986 года в селе Вольная Степь Новосанжарского района Полтавской области. Окончил Крутобалковскую среднюю школу. Проходил службу в рядах Вооружённых сил Украины, участвовал в миротворческой миссии в Югославии. С началом российской агрессии в 2014 году принимал участие в АТО на востоке Украины.
11 сентября 2022 года в районе населённого пункта Белогорка Херсонской области получил ранение в результате миномётного обстрела. На следующий день скончался от полученных ранений в Березнеговатской центральной районной больнице во время оказания медицинской помощи.
Похоронен 15 сентября 2022 года в родном селе.

## Награды
- Звание «Герой Украины» с удостоением ордена «Золотая Звезда» (29 сентября 2023, посмертно) — за личное мужество и героизм, проявленные в защите государственного суверенитета и территориальной целостности Украины, верность военной присяге.
- Орден «За мужество» II степени (2018) — за личное мужество и самоотверженные действия, проявленные в защите государственного суверенитета и территориальной целостности Украины.
- Орден «За мужество» III степени (2023, посмертно) — за личное мужество и самоотверженные действия, проявленные в защите государственного суверенитета и территориальной целостности Украины, верность военной присяге.